# آنا ماريا كانسيكو
آنا ماريا كانسيكو (بالإنجليزية: Ana María Canseco)‏ هي مقدمة تلفزيونية أمريكية، ولدت في 5 سبتمبر 1967 في مدينة مكسيكو في المكسيك.

## وصلات خارجية
- آنا ماريا كانسيكو على موقع IMDb (الإنجليزية)